# Granatkanone
Granatkanonen (franz.: Canon obusier) waren verkürzte glatte Kanonen mittleren und großen Kalibers, die zum Verschießen von Vollkugeln und  Granaten dienten.

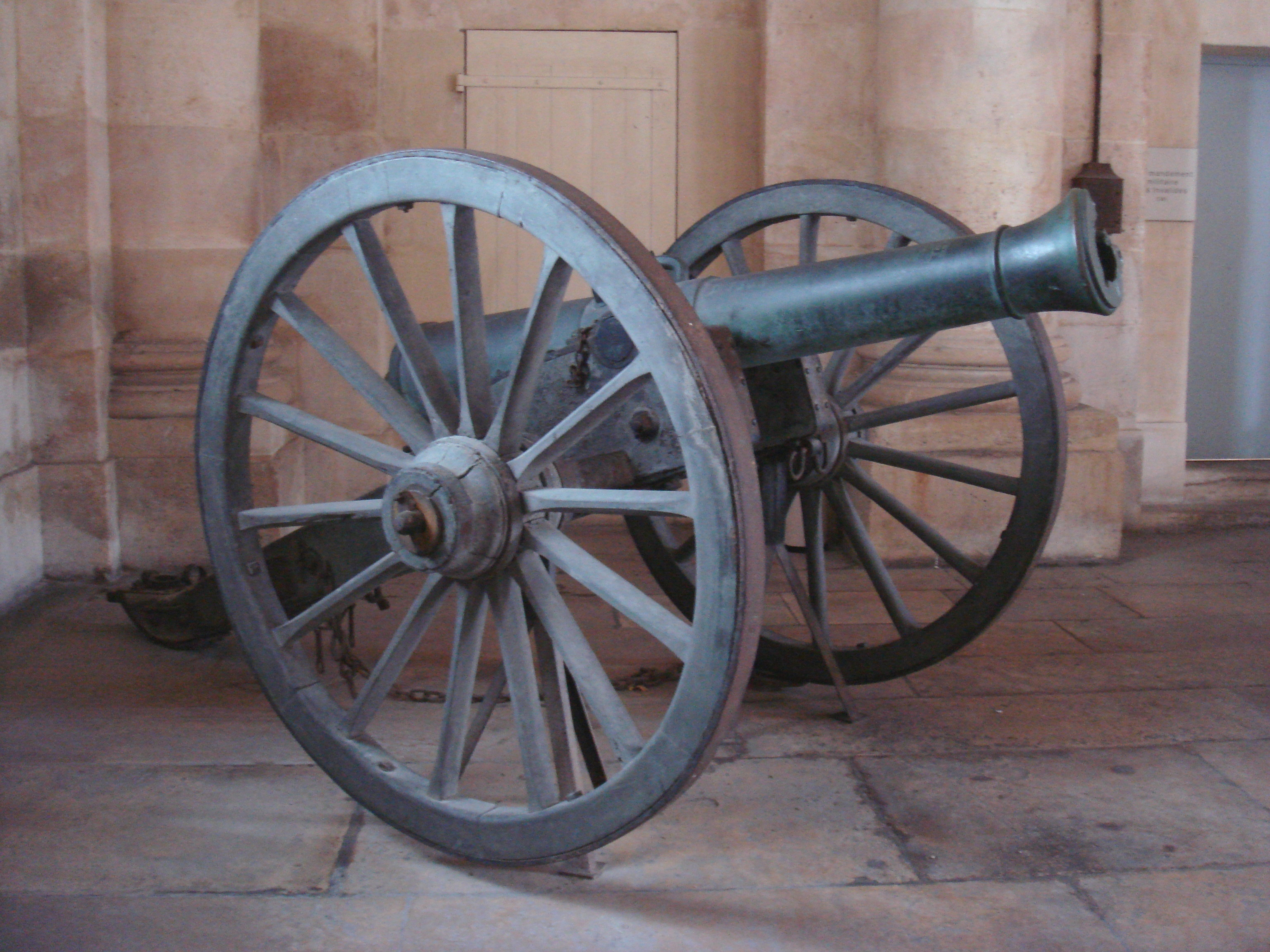
Granatkanone „Canon-obusier de campagne de 12 modèle 1853 Le Hangest“. Bronze, gegossen in Straßburg in der Mitte der 1850er Jahre. Kaliber: 121 mm. Länge: 1,91 m. Gewicht: 626 kg (mit Lafette: 1200 kg). Metallgeschoss oder Granate, 4,1 kg.

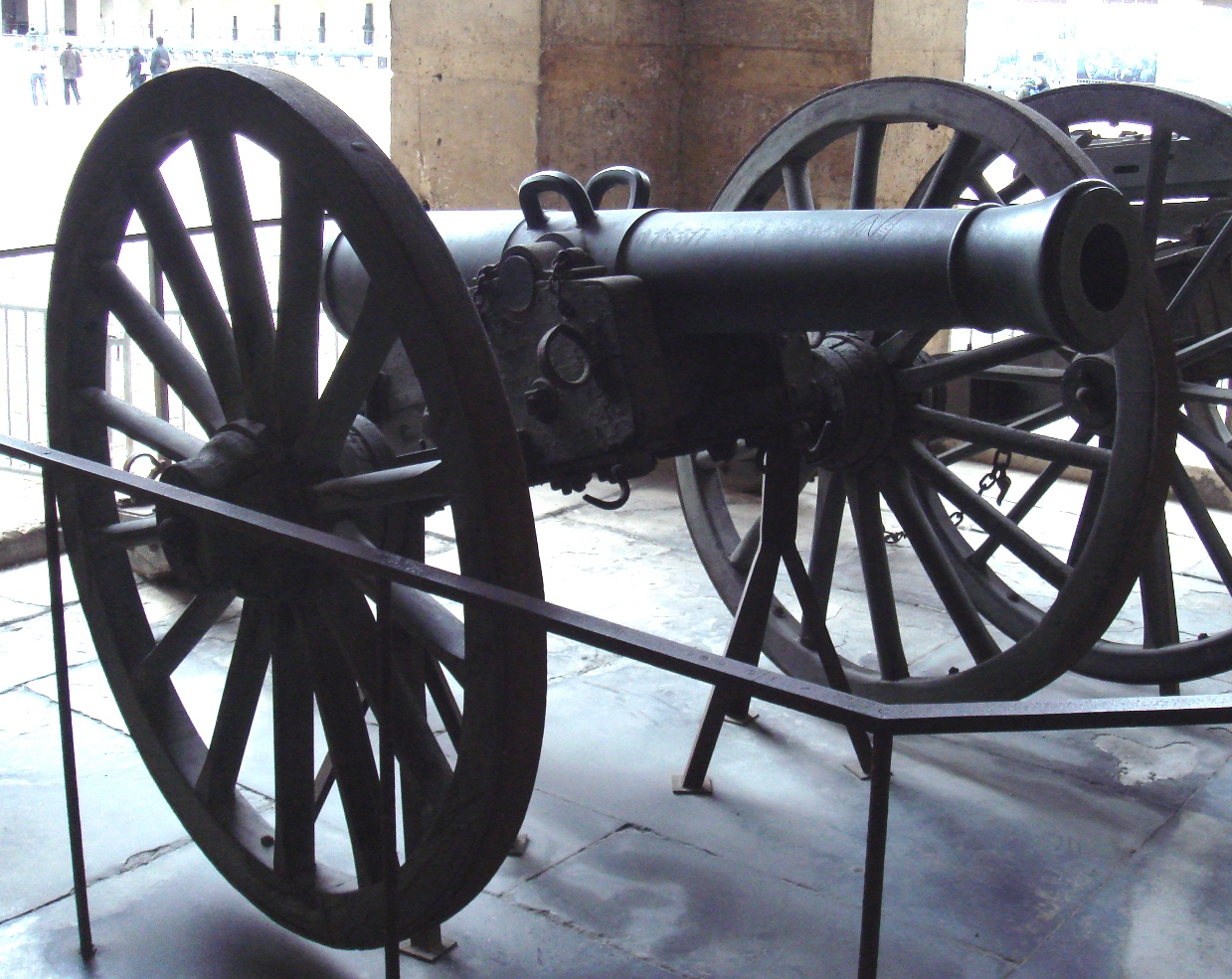
Granatkanone Le Lassaigne, Baujahr 1853.

Bei größerem Kaliber hießen sie auch Bombenkanonen. Man wollte mit den Granatkanonen die Vorteile des Hohlgeschossfeuers auf die gestreckten Bahnen der Kanonen übertragen. In der 12-cm-Granatkanone, um deren Konstruktion sich insbesondere Napoléon III. gekümmert hatte, hoffte man eine Zeit lang das Einheitsgeschütz der Feldartillerie gefunden zu haben. Wegen ihrer geringen Präzision und Tragweite mussten sie jedoch bald den gezogenen Geschützen weichen. Bekannt wurden die Kanonen vor allem im Sezessionskrieg, in dem sie unter der Bezeichnung 12-pounder Napoleon Model 1857 sowohl auf Seiten der Union, als auch der Konföderierten das Standardmodell der Feldartillerie bildete.
In späterer Zeit wurde die Bezeichnung Canon obusier für Kanonenhaubitzen verwendet, einer Mischung aus Kanone und Haubitze.